# Рицвил (Вашингтон)
Рицвил (енгл. Ritzville) град је у америчкој савезној држави Вашингтон. По попису становништва из 2010. у њему је живело 1.673 становника.

## Демографија
Према попису становништва из 2010. у граду је живело 1.673 становника, што је 63 (3,6%) становника мање него 2000. године.
| Група             | 2000.         | 2010.         |
| Белци             | 1.638 (94,4%) | 1.533 (91,6%) |
| Афроамериканци    | 6 (0,3%)      | 2 (0,1%)      |
| Азијати           | 10 (0,6%)     | 9 (0,5%)      |
| Хиспаноамериканци | 41 (2,4%)     | 95 (5,7%)     |
| Укупно            | 1.736         | 1.673         |